# Винтон (Северна Каролина)
Винтон (енгл. Winton) град је у америчкој савезној држави Северна Каролина.

## Демографија
По попису из 2010. године број становника је 769, што је 187 (-19,6%) становника мање него 2000. године.
| Група             | 2000.       | 2010.       |
| Белци             | 263 (27,5%) | 197 (25,6%) |
| Афроамериканци    | 650 (68,0%) | 539 (70,1%) |
| Азијати           | 6 (0,6%)    | 0 (0,0%)    |
| Хиспаноамериканци | 17 (1,8%)   | 9 (1,2%)    |
| Укупно            | 956         | 769         |